# Indische Badmintonmeisterschaft 1947/48
Die Indische Badmintonmeisterschaft der Saison 1947/48 fand Mitte Dezember 1947 in Bombay statt. Es war die 13. Austragung der nationalen Titelkämpfe im Badminton in Indien. Die Meisterschaften wurden unter internationaler Beteiligung ausgespielt.

## Finalergebnisse
| Disziplin    | Sieger                       | Finalist                   | Ergebnis         |
| ------------ | ---------------------------- | -------------------------- | ---------------- |
| Herreneinzel | S. A. Durai                  | A. S. Samuel               | 15-7, 15-11      |
| Dameneinzel  | Tonny Ahm                    | Mumtaj Chinoy              | 5-11, 11-8, 11-5 |
| Herrendoppel | A. S. Samuel Chan Kon Leong  | Tage Madsen Poul Holm      | 15-6, 15-4       |
| Damendoppel  | Suman Deodhar Sunder Deodhar |                            |                  |
| Mixed        | Tage Madsen Suman Deodhar    | Chan Kon Leong Madge Pinto | 15-11, 15-6      |